# Слупія (гміна, Скерневицький повіт)
Гміна Слупія (пол. Gmina Słupia) — сільська гміна у центральній Польщі. Належить до Скерневицького повіту Лодзинського воєводства.
Станом на 31 грудня 2011 у гміні проживало 2694 особи.

## Площа
Згідно з даними за 2007 рік площа гміни становила 41.16 км², у тому числі:
- орні землі: 91.00%
- ліси: 2.00%

Таким чином, площа гміни становить 5.44% площі повіту.

## Населення
Станом на 31 грудня 2011:
| Опис     | Загалом | Загалом | Чоловіки | Чоловіки | Жінки | Жінки |
| -------- | ------- | ------- | -------- | -------- | ----- | ----- |
| одиниця  | осіб    | %       | осіб     | %        | осіб  | %     |
| все      | 2694    | 100     | 1344     | 49.89    | 1350  | 50.11 |
| міське   | 0       | 100     | 0        |          | 0     |       |
| сільське | 2694    | 100     | 1344     | 49.89    | 1350  | 50.11 |

## Сусідні гміни
Гміна Слупія межує з такими гмінами: Ґлухув, Ґодзянув, Єжув, Ліпце-Реимонтовське, Роґув.